# Óscar Naranjo
Óscar Adolfo Naranjo Trujillo, né le 22 décembre 1956 à Bogota, est un ancien général de la Police nationale colombienne. Il a été négociateur plénipotentiaire du gouvernement durant le processus de paix en Colombie avec les FARC. Il devient Vice-président de la république de Colombie en 2017, lors du mandat présidentiel de Juan Manuel Santos.

## Biographie
En 2008, le général Óscar Naranjo est obligé de démissionner de sa fonction de chef de la police antidrogue colombienne après la détention de son frère Juan David en Allemagne pour narcotrafic. Il est mis en cause par le ministre de l’Intérieur vénézuélien, Ramon Rodríguez Chacín, pour ses liens avec le narcotrafiquant Wilmer Varela (assassiné le 29 février 2008).